# Марія Юрич Загорка
Марія Юрич (псевдонім — Загорка) (хорв. Marija Jurić Zagorka, нар. 1 січня 1873, с. Неговец (тепер частина м. Врбовець), Хорватія — пом. 30 листопада 1957, Загреб) — хорватська журналістка, прозаїкиня, драматургиня, феміністка. Перша жінка-журналістка Хорватії і Південно-Східної Європи.

## Біографія
Марія Юрич народилася в заможній родині. Дитинство провела в Хорватському Загір'ї, де її батько був керуючим маєтком. Чотирикласну початкову освіту здобула у Вараждин, продовжила навчання у Загребі. У п'ятнадцятирічному віці через проблеми з сім'єю залишила школу.
Між 1891 і 1894 роками батьки змусили Марію одружитися з незнайомим їй службовцем залізниці, старшим за неї на 18 років. Оселившись в Угорщині, Марія прожила в шлюбі три роки, після чого втекла від чоловіка до Сремської Митровиці, а потім до Загреба. З допомогою батька їй вдалося оформити розлучення, хоча мати свідчила в суді проти неї. Порвавши з батьками і відмовившись від їхньої допомоги, Марія зважилася на самостійне і незалежне життя. Зайнялася літературною працею.

## Журналістська і політична діяльність
Марія Юрич пройшла шлях від невідомої репортерки до визнаної в Європі політичної журналістки в загребській газеті «Obzor» («Огляд»). У зв'язку із забороною редактора підписувати власні статті й репортажі жіночим ім'ям, користувалася псевдонімом Загорка, за місцем свого проживання у дитинстві. Юрич все життя намагалася довести, що вона — особистість. Працювала політичною і парламентською оглядачкою, кореспонденткою газети у Будапешті та Відні.
Незважаючи на літературний талант, активну і творчу діяльність, Юрич постійно піддавалася гендерній дискримінації. Деякий час у 1896 році була головною редакторкою газети «Огляд». Пізніше вирішила самостійно видавати перший жіночий часопис у Хорватії «Ženski list» («Жіночий лист»), пізніше «Hrvatica» («Хорватка») і була його редакторкою з 1925 до 1938 року. Уу936 році вона брала участь у заснуванні Хорватської жіночої спілки письменників.
Брала активну участь у політичному житті країни, була непримиренною противницею онімечуванням й мадяризації, агресивної політики асиміляції неугорських меншин (в першу чергу — хорватської) на землях Угорського королівства. Виступала зі статтями та публікаціями, спрямованими на емансипацію, боротьбу за рівноправність жінок і право голосу, право жінок на освіту, вибір професії, майнове право тощо.
Під час Другої світової фашистські керівники Хорватії закрили жіночий журнал і конфіскували його майно. Залишившись без засобів до існування, Юрич намагалася покінчити життя самогубством. Проте вижила, завдяки підтримці своїх читачів. Після війни повернулася до активної феміністської діяльності в соціалістичній Югославії. В 1952 році вона стала незалежним видавцем, співпрацюючи з друкарнею «Отокар Кершовані».
Померла Марія Юрич в Загребі у 84-річному віці. Після смерті в 1957 році опублікована її біографія, вийшло зібрання творів.

## Літературна діяльність

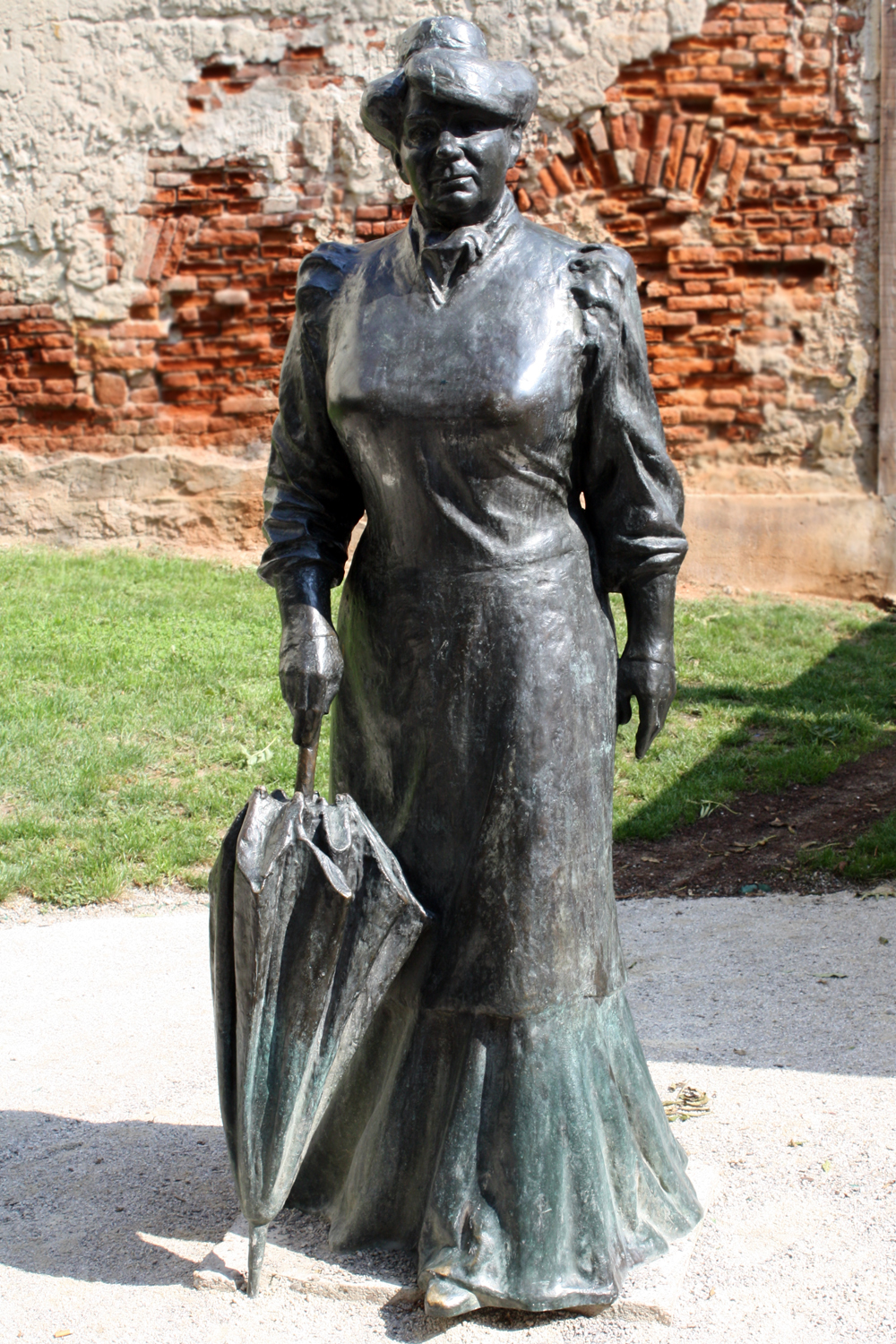
Пам'ятник Марії Юрич у Загребі на Ткалчичевій вулиці

Завдяки підтримці єпископа Штросмайєра, Загорка почала писати романи на сучасну тематику. Опубліковані нею романи не отримали позитивних рецензій від критиків, хоча хорватські читачі і читачки з нетерпінням чекали нових творів. Крім творів на політичні та соціальні теми, писала любовно-історичні романи і драми хорватською для широкої публіки: псевдоісторичні і пригодницько-історичні романи призначалися для розваги і зміцнення національної самосвідомості народу і не претендували на особливі літературні достоїнства, проте сприяли розвитку драматургії Хорватії.
Юрич (Загорка) написала близько 30 романів. Одинадцять її романів зараз можна знайти в бібліотеці Конгресу США.

### Вибрані твори
- Kneginja iz Petrinjske ulice (Княгиня з Петринської вулиці)
- Grička vještica (Чаклунка з Грича) — цикл з 7 романів (Tajna Krvavog mosta (Таємниця кривавого мосту), Kontesa Nera (Контеса Нера), Malleus Maleficarum (Молот відьом), Suparnica Marije Terezije I (Суперниця Марії Терезії I), Suparnica Marije Terezije II (Суперниця Марії Терезії II), Dvorska kamarila (Судова камарилья), Buntovnik na prijestolju (Бунтівник на престолі) (1912)
- Kći Lotrščaka (Дочка Лотрщака)
- Plameni inkvizitori (Полум'я інквізиторів)
- Gordana (Гордана)
- Republikanci (Республіканці) (1924)
- Vitez slavonske ravni (Витязь славонской рівнини)
- Jadranka (Ядранка)
- Roblje (Раби) (1899)
- Kamen na cesti (Камінь на дорозі) (1937)

## Визнання та пам'ять
Лише в 1960—1980-х роках прийшло визнання літературно-суспільної праці Марії Юрич. За словами хорватского письменника і літературознавця Павао Павличича:
|  | Марія Юрич Загорка — найбільш читаний письменник Хорватії, який зовсім не письменник, а письменниця. Вона ж — «амазонка хорватського фемінізму». |

- У 2005 році, згідно з опитуванням загребської щоденної газети «Vjesnik», Марія Юрич Загорка зайняла друге місце в списку найпопулярніших письменників Хорватії усіх часів.
- У 1991 році в столиці Хорватії встановлено пам'ятник Марії Юрич (скульптор Степан Грачан)
- У 2007 році знято документально-біографічний фільм «Загорка» (режисерка Біляна Чакич-Веселич)